# 8MM
8MM is een Amerikaanse thriller uit 1999 onder regie van Joel Schumacher. Hiervoor werd hij genomineerd voor de Gouden Beer op het Filmfestival van Berlijn 1999.

## Verhaal
Tom Welles wordt benaderd door een Daniel Longdale, advocaat van de rijke weduwe mevrouw Christian. Ze hebben in de bezittingen van haar overleden man een film aangetroffen. In deze film vindt een lustmoord plaats door een man met een zwarte kap. Mevrouw Christian wil bevestiging dat de film nep is en dat het meisje nog leeft.
Welles weet via een speurtocht in archieven de naam van het meisje te achterhalen, Mary Ann Mathews. Een bezoek aan haar moeder en ex-vriend leert hem dat ze naar Californië was gereisd om een filmster te worden en om aan haar stiefvader te ontkomen, die ze niet uit kon staan. Welles reist naar Los Angeles en Hollywood. Daar tracht hij via filmproducenten, seksclubs, pornografische tijdschriften en andere bronnen te achterhalen wat er met Mary Ann is gebeurd.
Met behulp van Max California, een verkoper in een pornozaak, weet Welles tot de wereld van de illegale porno door te dringen. Snuff blijkt hier echter niet bij te zijn. Welles koopt de hardste porno die er is, maar al snel blijkt dat zelfs de bloederigste porno nep is, en er geen spoor van Mary Ann te bekennen is. Uiteindelijk achterhaalt Welles waar Mary Ann verbleef, en doorzoekt haar nog aanwezige bezittingen. Op een papier blijkt het telefoonnummer en adres van een dubieuze talentenjager, Eddie Poole, te zijn gekrabbeld. Via hem leidt het spoor naar Dino Velvet, een pornofilmregisseur in New York. Ondertussen bericht mevrouw Christian dat ze een vreemde betaling van 1 miljoen dollar in de financiën van haar man heeft ontdekt.
Velvet blijkt films te maken die nog maar net legaal zijn, maar deze grens wil hij ook best voor wat extra geld overschrijden. De man met de zwarte kap, "Machine", blijkt bij hem te werken als freelancer, en speelt in veel van zijn films mee. Welles doet alsof hij een film wil laten maken, maar wordt in de val gelokt.
Velvet, Poole en Machine wachten Welles op en nemen hem gevangen. De advocaat van mevrouw Christian, meneer Longdale, blijkt de zaak verklikt te hebben. Hij was namelijk betrokken bij de koop van de film. Longdale en Velvet eisen de film terug en verbranden hem. Wanneer Welles echter het miljoen dat Christian heeft betaald voor de film ter sprake brengt, ontdekt Velvet dat Longdale een deel van dit bedrag in eigen zak heeft gestoken, en besluit Longdale te vermoorden. Longdale is zelf echter ook gewapend, en verzet zich. In de daaropvolgende confrontatie weet Welles te ontsnappen, worden Velvet en Longdale gedood, en raakt Machine gewond. Welles vlucht weg voor Poole en Machine.
Welles brengt zijn gezin in veiligheid en brengt mevrouw Christian het trieste nieuws dat de film echt was, het meisje Mary Ann Mathews heette, en dat het miljoen inderdaad was gebruikt om de film te kopen. Welles wil de politie verwittigen maar mevrouw Christian pleegt zelfmoord, een vorstelijk honorarium voor Welles en "smartengeld" voor Mary Anns familie achterlatend. Welles besluit, nu er geen getuigen en geen bewijs meer zijn, zelf de zaak af te maken en het recht in eigen hand te nemen.
Allereerst reist Welles terug naar Hollywood en dwingt Eddy Poole hem naar het krot te brengen waar de film is opgenomen en Mary Ann is gedood. Poole vertelt hoe hij het meisje meelokte met de belofte dat ze een grote ster zou worden. Hij zegt dat hij het zelf een walgelijke vertoning vond, maar het voor het geld deed. Na de moeder van Mary Ann telefonisch op de hoogte te hebben gesteld, vermoordt Welles de talentenjager en steekt het krot in brand.
Terug in New York weet Welles al snel "Machine" via de ziekenhuizen te traceren. In een confrontatie dwingt Welles Machine zijn masker af te doen. Het alledaagse gezicht van een man van een jaar of 40 komt tevoorschijn. "Wat verwachtte je dan, een monster?", zegt Machine, die in werkelijkheid gewoon George heet. "Ik ben niet misbruikt, aangerand of mishandeld. Ik vind dit gewoon lekker, en zo ben ik nu eenmaal!" Uiteindelijk weet Welles ook Machine te doden.
Welles keert diep geschokt naar zijn gezin terug en probeert zijn leven weer op te pakken. Maanden later ontvangt Welles een brief van mevrouw Mathews, waarin ze hem bedankt en haar dankbaarheid uitspreekt voor het feit dat, ondanks alles, zij en Welles de enige mensen waren die echt om Mary Ann gaven.

## Rolverdeling
| Acteur           | Personage                          |
| ---------------- | ---------------------------------- |
| Nicolas Cage     | Tom Welles                         |
| Joaquin Phoenix  | Max California                     |
| James Gandolfini | Eddie Poole                        |
| Peter Stormare   | Dino Velvet                        |
| Anthony Heald    | Daniel Longdale                    |
| Chris Bauer      | George Anthony Higgins / "Machine" |
| Catherine Keener | Amy Welles                         |
| Myra Carter      | Mrs. Christian                     |
| Amy Morton       | Janet Mathews                      |
| Jenny Powell     | Mary Ann Mathews                   |